# Pörmitz
Pörmitz est une municipalité allemande du land de Thuringe, dans l’arrondissement de Saale-Orla, au centre de l’Allemagne. En 2015, sa population est de 167 habitants.

## Source de la traduction
- (de) Cet article est partiellement ou en totalité issu de l’article de Wikipédia en allemand intitulé « Pörmitz » (voir la liste des auteurs).